# Ameghino (Mondkrater)
Ameghino ist ein kleiner Einschlagkrater nördlich des Sinus Successus, einer Bucht im nordöstlichen Teil des Mare Fecunditatis. Die Landestellen der russischen Mondsonden Luna 18 und Luna 20 sind weniger als 15 Kilometer in nordwestlicher Richtung gelegen.
Vor der Umbenennung durch die IAU war er als Apollonius C bekannt. Der Hauptkrater Apollonius liegt ostnordöstlich von Ameghino.